# Noa Eikawa
Noa Eikawa (栄川 乃亜, Eikawa Noa), née le 25 décembre 1997 dans la préfecture de Kanagawa, est une idole féminine et une actrice pornographique. Elle débute en juillet 2016,.